# Brüllingsen
Brüllingsen ist ein Ortsteil der Gemeinde Möhnesee im Kreis Soest in Nordrhein-Westfalen. Bis 1969 bildete Brüllingsen eine eigenständige Gemeinde.

## Geographie
Das Kirchdorf Brüllingsen liegt im äußersten Nordosten der Gemeinde Möhnesee im Vogelschutzgebiet Hellwegbörde.

## Geschichte
Seit dem 19. Jahrhundert bildete Brüllingsen eine Landgemeinde im Amt Körbecke des Kreises Soest. Am 1. Juli 1969 wurde Brüllingsen durch das Soest/Beckum-Gesetz Teil der neuen Gemeinde Möhnesee.

## Einwohnerentwicklung
| Jahr | Einwohner | Quelle |
| ---- | --------- | ------ |
| 1871 | 169       | [ 2 ]  |
| 1885 | 171       | [ 3 ]  |
| 1910 | 154       | [ 4 ]  |
| 1939 | 182       | [ 5 ]  |
| 2022 | 150       | [ 6 ]  |

## Bauwerke
Die Brüllingser Dreikönigskirche wurde 1885 errichtet.

## Kultur
Ein Träger des lokalen Brauchtums ist die Schützenbruderschaft St. Hubertus Brüllingsen-Ellingsen-Haar-Ostheide.

## Sport
Die Sportfreunde Brüllingsen sind der lokale Sportverein.